# Northern Talent Cup
A Northern Talent Cup egy gyorsasági-motorverseny sorozat fiatal versenyzők számára Európa északi-, középső-, valamint keleti részén. A MotoGP-t szervező és annak kereskedelmi jogait birtokló Dorna hívta életre, esélyt adva ezzel az ebből a régióból származó fiatal, tehetséges motorosoknak, akik önerőből aligha tudnának eljutni a legjobbak közé.
Európában Olaszország és Spanyolország kiemelkedik a gyorsasági-motorsportban. Rengeteg jó minőségű pályájuk van, kedvező időjárás, működő utánpótlás-képzés, valamint a szponzorok révén pénz is került ebbe a sportágba. Lényegében abban a két országban minden adott ahhoz, hogy versenyzőik sikeresek legyenek a világbajnokságon. Vannak országok azonban, ahol ilyen szempontból lépéshátrányban vannak, ugyanakkor piaci szempontból jó lenne, ha onnan is érkeznének versenyképes motorosok a vb-re. Ilyen Németország, a skandináv országok, Csehország, Magyarország, illetve akár Oroszország is - de a felsorolás folytatható. A Northern Talent Cup tehát azért jött létre, hogy az ebben a régióban pallérozódó fiatalok egy magas színvonalú bajnokságban fejlődhessenek, a legjobbak pedig a junior vb-n, illetve a Red Bull Rookies Cup-ban folytathassák. Utóbbi esetében minimum egy versenyző automatikusan meghívást kap, minimum ketten pedig elindulhatnak majd a Rookies Cup válogatóján.
A Dorna fő partnere a bajnokság létrehozásában a német ADAC volt. Ezzel pedig lényegében a korábbi legnívósabb német utánpótlás-bajnokság, az ADAC Junior Cup utódját hozták létre. A Dorna a motorosok képzése érdekében felkérte a spanyol Daniel Ribaltát, hogy edzőként segítse a fiatalokat.
A formátumot illetően a CEV keretein belül futó European Talent Cup szolgáltatta a mintát, amely az utóbbi években jelentős lépcsőfokká vált a MotoGP felé vezető úton. Vagyis itt az ETC-hez hasonlóan nem a széria gondoskodik a technikai feltételektől, hanem az indulók maguk vásárolják meg a motorokat és a hozzájuk tartozó alkatrészeket, valamint mindenki külön, saját csapattal dolgozik majd. 24 főben maximalizálják a létszámot, az indulók életkora pedig 12 és 17 év között kell, hogy legyen. Nevezni bárhonnan lehet, ugyanakkor Észak- és Közép Európa fejlesztése céljából jött létre ez a széria, így az onnan érkezők előnyt élveznek.
A motorok egyforma, Pre Moto3-as gépek, amiket 2020 és 2023 között a KTM biztosított. Ezek 250 köbcentis és négyütemű, kiemelten költséghatékony konstrukciójú KTM RC4R modellek voltak . 2024-től azonban az NTC sorozat új motorokra váltott: Honda NSF250R-rel versenyeznek, amiket más utánpótlás szériákban is hasznának, mint például a European Talent Cup, az Asia Talent Cup, vagy a British Talent Cup.
A versenynaptár kialakításakor ugyancsak fontos volt az anyagi terhek csökkentése. A helyszínekkel és az időpontokkal is igyekeztek úgy játszadozni, hogy lehetőleg minél kevesebb pénzből ki lehessen hozni egy teljes szezonos szereplést az NTC-ben - így minél több tehetség előtt nyíljon meg a lehetőség. A futamokat többnyire a MotoGP, a Superbike-világbajnokság, és az IDM (német bajnokság) versenyhétvégéinek részeként rendezik meg.
A Northern Talent Cup a Dorna utánpótlásfejlesztési programjának, a Road to MotoGP-nek a része. Olyan szériák tartoznak még ide, mint a Red Bull Rookies Cup, a CEV (European Talent Cup és a JuniorGP Moto3-as junior világbajnokság), az Asia Talent Cup, vagy a British Talent Cup.

## Az eddigi szezonok
A szériát 2019-ben jelentette be a Dorna és 2020-ra tervezték az indulást. A COVID-19 azonban komoly problémák elé állította a szervezőket, így több versenyt el is kellett halasztani. Végül mindössze négy versenyhétvégét tudtak megrendezni, minden helyszínen két futammal. Az így nyolc versenyből álló első szezon végül (április helyett) szeptemberben kezdődött és októberben fejeződött be.
| Év   | Bajnok              | Ország       | Pontszám | Győzelmek | Dobogók | Versenyek száma |
| ---- | ------------------- | ------------ | -------- | --------- | ------- | --------------- |
| 2020 | Görbe Soma          | Magyarország | 140      | 4         | 5       | 8               |
| 2021 | Jakub Gurecky       | Csehország   | 232      | 4         | 9       | 14              |
| 2022 | Rossi Moor          | Magyarország | 230      | 5         | 10      | 12              |
| 2023 | Rocco Sessler       | Németország  | 243      | 4         | 10      | 14              |
| 2024 | Jurrien van Crugten | Hollandia    | 187      | 4         | 6       | 14              |

A 2020-as szezon végén három motoros kapott meghívást a Red Bull Rookies Cup-ba: a bajnok Görbe Soma, Freddie Heinrich és Jakob Rosenthaler.
A 2021-es szezont követően ketten kerültek be a Red Bull Rookies Cup-ba: a bajnok Jakub Gurecky mellett a belga Lorenz Luciano kapott meghívást.

## Legjobb magyar eredmények
| Név            | Győzelmek száma | Dobogós helyek száma | Pontok száma | Bajnoki címek száma | Versenyek száma | Szezonok száma |
| -------------- | --------------- | -------------------- | ------------ | ------------------- | --------------- | -------------- |
| Rossi Moor     | 8               | 16                   | 415          | 1                   | 26              | 2              |
| Farkas Kevin   | 6               | 12                   | 358          | 0                   | 25              | 2              |
| Görbe Soma     | 4               | 5                    | 140          | 1                   | 8               | 1              |
| Vincze Martin  | 1               | 2                    | 447          | 0                   | 53              | 4              |
| Varga Tibor    | 1               | 4                    | 246          | 0                   | 34              | 3              |
| Kovács Zoltán  | 0               | 0                    | 41           | 0                   | 14              | 2              |
| Lőrincz László | 0               | 0                    | 4            | 0                   | 12              | 1              |
| Oláh Barnabás  | 0               | 0                    | 6            | 0                   | 2               | 1              |